# رشته‌داستان‌های تیرفینگ
رشته‌داستان‌های تیرفینگ به مجموعه افسانه‌هایی در اساطیر اسکاندیناوی گفته می‌شود که دربارهٔ شمشیر جادویی تیرفینگ گردآوری شده، و دو افسانه آن در ادای منظوم  و یک داستان در هروارار ساگا آمده‌است. این شمشیر به دست دو دورف به نام‌های دولین و دوالین برای پادشاه گارداریکی و نوهٔ شجاع اودین، اسوافرلامی درست شده بود. اسوافرلامی به قدری برای این کار عجله داشت که آن‌ها را در بیرون غار غافلگیر کرده و با استفاده از جادو از بازگشت آن‌ها به داخل جلوگیری کرد. سپس با تهدید جانشان، آن‌ها را مجبور به ساخت شمشیری کرد با دسته‌ای از جنس طلا، شمشیری که هیچگاه زنگ نزند، شمشیری که آهن را به مانند پارچه‌ای بشکافد و همیشه پیروزی به ارمغان آورد. دورف‌ها نیز با بی‌تمایلی ساخت شمشیر را در زمان تعیین شده به پایان رساندند. اما آن‌ها برای گرفتن انتقام شمشیر را نفرین کردند، شمشیر هر زمان که کشیده شود زندگی فردی را خواهد گرفت و بدین سبب سه عمل ناجوانمردانه نیز انجام خواهد شد و برای دارنده آن نیز مرگ را به ارمغان می‌آورد. پس از این ماجرا، شمشیر برای مدت زمانی طولانی نزد او باقی ماند و توسط آن به پیروزی‌های زیادی در جنگ‌‌ها و نبردهای تن به تن دست یافت. اسوافرلامی عاقبت در جنگی تن به تن بدست برزرکری به نام آرن‌گریم کشته شد و او نیز شمشیر را به پسرش آنگانتیر داد.